# Heiligtum der koreanischen Märtyrer

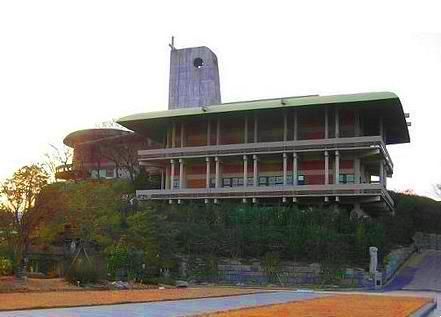
Heiligtum der koreanischen Märtyrer; im Vordergrund das Museumsgebäude, hinten links die Rotunde über dem Altar der Wallfahrtskirche

Das Heiligtum der koreanischen Märtyrer in Jeoldusan im Stadtbezirk Mapo-gu der südkoreanischen Hauptstadt Seoul ist eine Gedenk- und Wallfahrtsstätte. Das 1966/67 errichtete Ensemble aus Wallfahrtskirche, Museum und Begegnungsräumen ist der Erinnerung an die römisch-katholischen Märtyrer Koreas gewidmet. Die Kirche ist ein katholisches Nationalheiligtum.

## Geschichte
Seit den Anfängen des koreanischen Katholizismus im 18. Jahrhundert gab es fünf Verfolgungswellen gegenüber Katholiken, die ersten davon 1791, 1801, 1839 und 1846. 1839 wurde auch der offiziell von Rom eingesetzte Bischof von Korea, Bischof Imbert hingerichtet. Die Verfolgungen von Byeong-in, die 1866 einsetzten, waren allerdings die opferreichsten in der Geschichte des Katholizismus in Korea. Nach einer ersten Säuberungswelle, bei welcher neun der zwölf Missionare von der Pariser Mission hingerichtet wurden, kam es zu einer Französischen Strafexpedition, die ohne Erfolg versuchte, mit der Besetzung der Insel Ganghwado gegenüber des Hafens von Seoul die koreanische Regierung unter Druck zu setzen. Regent Heungseon Daewongun bestimmte nun seinerseits eine felsige Flussuferstelle bei einem Fähranleger zur öffentlichen Hinrichtungsstätte, seitdem Jeoldu-san („Enthauptungsberg“) genannt. Von den mehreren tausend dort bis 1872 hingerichteten Männern und Frauen sind nur gut dreißig Namen dokumentiert.
Bereits 1925 waren Andreas Kim Taegon, Paul Chong Hasang und weitere 77 Märtyrer der Verfolgung 1838–1846 seliggesprochen worden; 1968 folgte die Seligsprechung von 24 Opfern der Verfolgung 1866–1876. Alle 103 wurden am 6. Mai 1984 durch Papst Johannes Paul II. während einer Messe auf dem Yeouido-Platz in Seoul heiliggesprochen.

## Gebäude
Kirche und Gedenkstätte für die bekannten und unbekannten Märtyrer Koreas an der Hinrichtungsstelle Jeoldusan wurden genau hundert Jahre nach dem Beginn der letzten Verfolgungswelle gebaut. Museumstrakt und Kirche sind versetzt miteinander verbunden. Zum Flussufer zeigt der Altar, in dessen halbrunder Rückwand, nach oben fortgesetzt in einer Rotunde, 28 Märtyrergräber eingelassen sind.
Zur Gedenkstätte gehört ein Freigelände mit historischen Gegenständen und Skulpturen.